# Национальная академия деи Линчеи
Национальная академия деи Ли́нчеи (итал. Accademia Nazionale dei Lincei, часто сокращённо итал. Accademia dei Lincei — «Академия рысьеглазых») — старейшая академия наук Итальянской республики. Располагается в Риме, в палаццо Корсини.
Академики называют себя «рысьеглазыми» (lincei) в знак признания особой зоркости зрения, которая необходима для научного познания и которая особо присуща рыси (итал. lince, лат. lynx) — дикой лесной кошке. Эпитет родился из переосмысления классического оборота «линкеевы глаза» — намёк на остроту зрения Линкея, вперёдсмотрящего у аргонавтов, и одновременно на зоркость рыси.
Старейшая научная академия Италии была основана в 1603 году умбрийским аристократом Федерико Чези и вскоре стала интеллектуальным центром итальянской науки. Первоначально членов академии было всего четверо. Шестым и наиболее авторитетным членом академии стал в 1611 году Галилей. В 1612 году генеральный прокуратор академии Стеллути (Stelluti) написал фундаментальный минералогический труд «Legno Fossile Minerale».
Однако после смерти графа Чези в 1630 году деятельность академии сошла на нет. Последняя книга академических «трудов» вышла в свет в 1651 году — и в тот же год Академия деи Линчеи-I прекратила своё существование.
В середине XIX века церковные и светские власти Италии поставили задачу «возродить» не существовавшую в течение 200 лет академию под собственной эгидой. В 1847 году Ватиканом была учреждена Папская академия наук. Её члены назвали себя «новыми рысьеглазыми» (Нуови Линчеи). В свою очередь, после объединения Италии король Виктор Эммануил II издал в 1871 году указ о воссоздании Академии деи Линчеи как национальной и светской академии наук. В 1899 г. по инициативе Лондонского королевского общества был основан Международный союз (ассоциация) академий, куда вошли Парижская АН, Петербургская АН, Национальная академия наук США, Национальная академия деи Линчеи и Лондонское королевское общество. 
При Муссолини светская академия влилась в состав новообразованной Королевской академии Италии. После Второй мировой войны, по настоянию Бенедетто Кроче, Академия деи Линчеи-II была восстановлена в прежнем виде.
Среди выдающихся членов — Луи Пастер и Альберт Эйнштейн.